# Norabats'
Norabats (armeniska: Norabats’) är en ort i Armenien. Den ligger i provinsen Ararat, i den centrala delen av landet, 11 km sydväst om huvudstaden Jerevan. Norabats' ligger 864 meter över havet och antalet invånare är 1 973.
Terrängen runt Norabats är huvudsakligen platt, men österut är den kuperad. Runt Norabats är det ganska tätbefolkat, med 155 invånare per kvadratkilometer.. Närmaste större samhälle är huvudstaden Jerevan, 11,0 km nordost om Norabats.
Trakten runt Norabats består till största delen av jordbruksmark.